# Der Bulle von Tölz: Malen mit Vincent
Malen mit Vincent ist ein deutscher Fernsehfilm von Nikolaus Leytner aus dem Jahr 2003 nach einem Drehbuch von Franz Xaver Sengmüller. Es ist die 41. Folge der Krimiserie Der Bulle von Tölz mit Ottfried Fischer als Hauptdarsteller in der Rolle des Hauptkommissars Benno Berghammer. Die Erstausstrahlung erfolgte am 23. Januar 2003 auf Sat.1.

## Handlung
Der erfolglose, aber attraktive Kunstmaler Vincent Förnbacher gibt in seiner Bergbauernhütte Seminare für Hobbykünstler: „Malen mit Vincent“. Sein Bruder Cornelius, der eine Kunstgalerie betreibt, greift ihm immer wieder finanziell unter die Arme. Der aktuelle Malkurs zählt vier Teilnehmer, die alle in Resi Berghammers Pension wohnen: die Webdesignerin Katja Schön, die bei Vincent vergeblich zu landen versucht; die Immobilienmaklerin Hanna Würzinger, die aus demselben Grund bereits zum dritten Mal teilnimmt; die Bibliothekarin Irmgard Mosig, die sich daran stört, dass Katja Schön sich mehr für die Männer als fürs Malen interessiert; und schließlich Herbert Kaindl, ein Fabrikant im Ruhestand, der leidenschaftlich Kunstwerke sammelt.
Beim Malen in freier Natur findet Hanna Würzinger am Fuß einer Felswand Katja Schön auf, die 20 Meter abgestürzt und ihren Kopfverletzungen erlegen ist. Die Hauptkommissare Benno Berghammer und Sabrina Lorenz nehmen die Ermittlungen auf und stellen fest, dass es sich sowohl um einen Unfall als auch um Mord handeln kann.
Der Arzt Dr. Werner Hölscher ist ahnungslos über Nacht von Wiesbaden nach Bad Tölz gefahren, um seine Verlobte Katja Schön mit seinem Besuch zu überraschen. Von ihm erfährt Kommissarin Lorenz, dass Frau Schön nicht Webdesignerin, sondern Gemälderestauratorin war. Weshalb seine Verlobte an einem solchen Seminar teilnehmen wollte, habe sie ihm nicht verraten wollen.
Benno Berghammer findet heraus, dass Cornelius Förnbachers Lebensgefährtin Eva Mansfeld ein Verhältnis mit dessen Bruder hat. Als auch Cornelius davon Wind bekommt, fährt er wutentbrannt zu Vincent, wirft ihm seine Gemälde vor die Füße und dreht ihm den Geldhahn zu. Hanna Würzinger sieht ihre Chance gekommen und bietet Vincent finanzielle Unterstützung an, sofern er ihre Liebe erwidert, doch der Maler hat nur eine Geliebte: die Kunst.
Die Kommissare wollen Eva Mansfeld sprechen, doch ist sie weder zu Hause noch in der Galerie. Cornelius Förnbacher ist gerade dabei, die Galerie aufzulösen; er will die Villa verkaufen und Bad Tölz den Rücken kehren. Von ihm erfahren sie, dass seine Lebensgefährtin zu Vincent gezogen ist.
Derweil ist Hanna Würzinger verschwunden; ihr Auto steht in einem kleinen Wäldchen unweit von Vincents Hütte. Resi Berghammer, die mittlerweile anstelle von Katja Schön am Kurs teilnimmt, hat das Fahrzeug zusammen mit Herbert Kaindl entdeckt und schickt ihn zur Almhütte, um ihren Sohn Benno telefonisch herbeizurufen. Während sie beim Auto wartet, beobachtet sie, wie der benachbarte Bauer Martin Scharrer mit einer Leiche im Anhänger vorbeifährt. Als die Kommissare ihn aufspüren, ist er gerade dabei, Hanna Würzinger in einer eilig geschaffenen Grube zu versenken. Er behauptet, er habe die Leiche in seinem Haus gefunden und habe sie loswerden wollen.
Dr. Tölscher ist in der Zwischenzeit nach Wiesbaden gefahren und hat in der Post seiner Verlobten das Schreiben eines wissenschaftlichen Instituts gefunden, wonach ein Gemälde, das Katja Schön restaurieren sollte, eine Fälschung ist. Der Besitzer hat es in Cornelius Förnbachers Galerie erstanden. Daraufhin lassen die Kommissare die Gemälde in Hanna Würzingers Wohnung überprüfen, die auch aus dieser Galerie stammen. Als sich herausstellt, dass es sich ebenfalls um Fälschungen handelt, besorgen sich die Kommissare einen Durchsuchungsbefehl für Vincent Förnbachers Hof.
Eva Mansfeld bestätigt die Vermutung der Kommissare, dass sie und Vincent von Anfang an liiert waren und die Eifersuchtszene nur gespielt war, damit Cornelius einen plausiblen Grund hatte, die Zelte abzubrechen, um mit dem ergaunerten Geld unauffällig verschwinden zu können. Als Cornelius Förnbacher mit dem Ergebnis der DNA-Analyse konfrontiert wird, gibt er zu, Hanna Würzinger erdrosselt zu haben; den Mord an Katja Schön schreibt er seinem Bruder zu. Vincent leugnet die Tat, doch Frau Mansfeld sagt, Cornelius spreche die Wahrheit. Die beiden Frauen mussten sterben, weil Katja Schön den Betrug aufdecken wollte, und Hanna Würzinger, weil sie im Keller die Fälscherwerkstatt entdeckte und dabei von Cornelius Förnbacher erwischt wurde.

## Hintergrund
Die Dreharbeiten wurden in Bad Tölz und Rottach-Egern durchgeführt; als Schauplatz für die „Pension Resi“ diente das Hollerhaus Irschenhausen.

## Kritik
Die Programmzeitschrift TV Spielfilm schreibt: „Bayerns Miss Moppel macht’s zu gemütlich.“